# Panteó de la família de Lluís Sampere
El Panteó de la família de Lluís Sampere és una obra historicista de Cervera (Segarra) protegida com a Bé Cultural d'Interès Local.

## Descripció
Situat al cementiri municipal de Cervera. Edifici de planta quadrangular, amb altar a l'interior. La porta d'entrada no està situada al pla de terra, sinó lleugerament elevada mitjançant tres graons. Els angles de l'edifici presenten sengles contraforts decorats amb traceria i rematats per pinacles, culminats al seu torn per una creu. La façana principal està dominada per la portada, d'arc ogival amb traceria al timpà i decoració vegetal, reminiscència del gòtic florit o flamíger. La part posterior presenta només una finestra circular a manera d'òcul, decorat amb traceria, que contribueix a il·luminar l'interior.